# 3801 Thrasymedes
3801 Thrasymedes è un asteroide troiano di Giove del campo greco. Scoperto nel 1985, presenta un'orbita caratterizzata da un semiasse maggiore pari a 5,3236638 UA e da un'eccentricità di 0,0223800, inclinata di 28,49722° rispetto all'eclittica.
Dal 31 maggio al 27 agosto 1988, quando 3855 Pasasymphonia ricevette la denominazione ufficiale, è stato l'asteroide denominato con il più alto numero ordinale. Prima della sua denominazione, il primato era di 3774 Megumi.
L'asteroide è dedicato a Trasimede che partecipò alla guerra di Troia al comando di una flotta di 15 navi.